# Ljubica Ivošević Dimitrov
Ljubica Ivošević Dimitrov (17 de julio de 1884 - 27 de mayo de 1933) fue una trabajadora textil, editora de prensa y sindicalista serbia. También fue la primera poeta proletaria serbia.

## Biografía
Nacido el 17 de julio de 1884 en el pueblo de Saranovo, cerca de Rača, en el centro de Serbia, Ljubica Ivošević era la hija menor de Milovan y Milica Ivošević. Cuando tenía 16 años, se fue a Smederevska Palanka con uno de sus hermanos como trabajador textil y se unió al movimiento obrero (Opšte zanatlijsko radničko društvo o Sociedad General de Trabajadores Artesanos).
En 1902 se mudó a Bulgaria y se afilió al Partido de los Trabajadores Socialdemócratas de Bulgaria (Socialistas Estrechos). Después de una corta estadía en Ruse, se mudó a Sliven, donde en 1903 se conoció y en 1906 se casó con el sindicalista y socialista Gueorgui Dimitrov, que provenía de una familia de activistas de clase trabajadora. Se mudaron a Sofía en 1904, donde ella comenzó a trabajar en una tienda de ropa de costura de lujo, en que posteriormente acabaría siendo gerente. Publicó sus poemas en periódicos de izquierda búlgaros y serbios. De 1909 a 1912 fue editora del periódico búlgaro Шивашки работник ("Trabajador de sastrería"). A partir de 1914, formó parte del Comité Central de Mujeres de los Socialistas Estrechos de Bulgaria. En 1920, fue enviada por los socialistas al Congreso del Partido Comunista Yugoslavo en Belgrado. 
Después del levantamiento de septiembre de 1923, emigró con su marido a Austria. Ljubica había pasado un tiempo en Viena y le enseñó alemán a su esposo. Más tarde se mudaron a la Unión Soviética. Ella vivía permanentemente en el hotel Lux de Moscú, donde sufrió de depresión debido a los constantes viajes de su esposo y la incapacidad de tener hijos. En 1927, ya mentalmente enferma, fue ingresada en un sanatorio especial próximo a la capital soviética. La detención de Dimitrov en 1933 en Alemania, acusado de incitar al incendio del Reichstag exacerbó su condición. El 27 de mayo de 1933 se suicidó saltando del tercer piso del hotel mientras su esposo estaba en prisión en Berlín.